# Žitinje (Podujevo)
Pour les articles homonymes, voir Žitinje.
Zhiti en albanais et Žitinje en serbe latin (en serbe cyrillique : Житиње) est une localité du Kosovo située dans la commune/municipalité de Podujevë/Podujevo, district de Pristina (Kosovo) ou district de Kosovo (Serbie). Selon le recensement kosovar de 2011, elle compte 98 habitants, tous albanais.

## Démographie

### Évolution historique de la population dans la localité
| 1948 | 1953 | 1961 | 1971 | 1981 | 1991 | 2011 |
| ---- | ---- | ---- | ---- | ---- | ---- | ---- |
| 266  | 305  | 316  | 355  | 370  | 374  | 98   |

|  |